# Ottawa (Kansas)
Ottawa település az Amerikai Egyesült Államok Kansas államában, Franklin megyében, melynek megyeszékhelye is. Lakosainak száma 12 625 fő (2020. április 1.).

## Népesség
A település népességének változása:

| 2010 | 12 649 |
| 2020 | 12 625 |